# Onkologický ústav svaté Alžběty (Bratislava)
Onkologický ústav svaté Alžběty je nestátní zdravotnické zařízení na Slovensku v Bratislavě v městské části Staré Mesto. Věnuje se realizaci klinických zkoušek nových léčiv u onkologicky nemocných pacientů, s cílem ověřit bezpečnost a účinnost nové léčby.
Účastní se biomedicínských výzkumů, sloužících k získávání a ověřování nových medicínských poznatků, participuje na grantových projektech Agentury Ministerstva školství, vědy, výzkumu a sportu SR pro strukturální fondy EU. 
Věnuje se také řešení grantových projektů Agentury pro podporu výzkumu a vývoje, jakož i inovativní léčbě kmenovými buňkami.
Vznikl 1. října 1994 se sídlem na Starém Městě v Bratislavě na Slovensku v Heydukově ulici č. 10.